# Carrier Air Wing Eight
Das Carrier Air Wing Eight (CVW-8) ist ein Trägergeschwader der US-Marine. Es wurde im Juni 1943 als Carrier Air Group 8 (CVG-8) aufgestellt und im Oktober 1945 wieder außer Dienst gestellt. Von September 1948 bis November 1949 wurde CVG-8 reaktiviert, ein weiteres Mal im April 1951.

## Geschichte

### Zweiter Weltkrieg

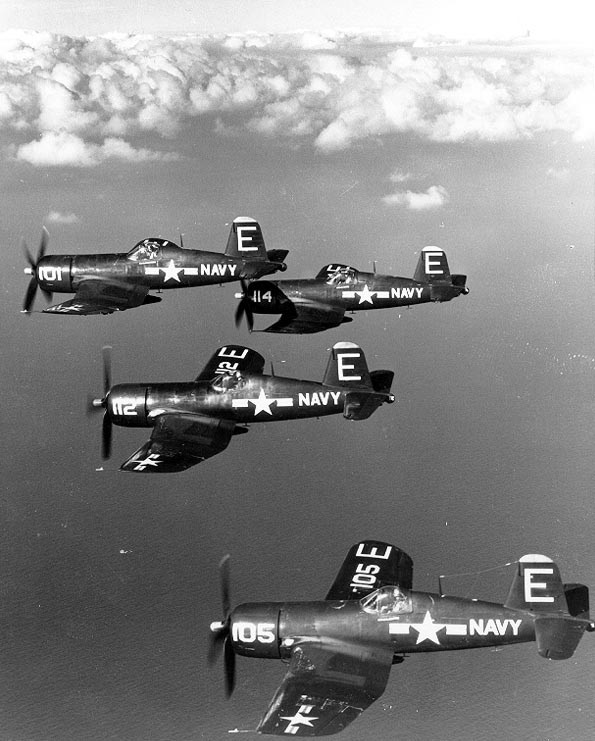
F4U-4 des CVG-8 1951

Carrier Air Group 8 (CVG-8) verlegte im November 1943 auf den gerade neu in Dienst gestellten Flugzeugträger Intrepid in Norfolk (Virginia). Nach Übungen in der Karibik und dem Passieren des Panamakanals verließ CVG-8 den Träger bereits im Januar 1944 in Pearl Harbor. Hier übernahm der Träger Bunker Hill das Geschwader im März 1944. Von diesem Träger aus flog das Geschwader am 30. März und 1. April 1944 Angriffe auf die Palau-Inseln, Yap, das Ulithi-Atoll und Woleai. Einen Monat später wurden Angriffe auf Truk, Satawan und Ponape sowie die Bucht von Hollandia auf Neuguinea geflogen. Zwischen dem 12. Juni und dem 10. August war CVG-8 bei der Eroberung der Marianen eingesetzt und nahm hierbei an der Schlacht in der Philippinensee und der See- und Luftschlacht im Golf von Leyte teil. Im September operierte das Geschwader in den westlichen Karolinen, im Oktober und November nahm es an Angriffen auf Okinawa, Luzón und Formosa teil. Für die Einsätze auf der Bunker Hill erhielt Carrier Air Group 8 (CVG-8) eine Presidential Unit Citation.

### Nachkriegszeit
Während der kurzen Reaktivierungsperiode 1948/49 wurde CVG-8 vom Träger Midway im Atlantik eingesetzt. Das Geschwader bestand damals aus zwei Staffeln mit Grumman F8F-2 Bearcat und zwei Staffeln mit den nur kurz eingesetzten Martin AM-1 Mauler.
Nach der Reaktivierung 1951, als Folge des Koreakriegs, wurde das Geschwader bis 1969 ausschließlich im Atlantik und dem Mittelmeer eingesetzt. Bei der ersten von 13 Einsatzfahrten war CVG-8 ab November 1951 auf dem Träger Tarawa stationiert. Es folgten Einsätze auf den Trägern Coral Sea, Lake Champlain, Intrepid, Ranger, Forrestal (1960–1966) und Shangri-La (1967–1970).

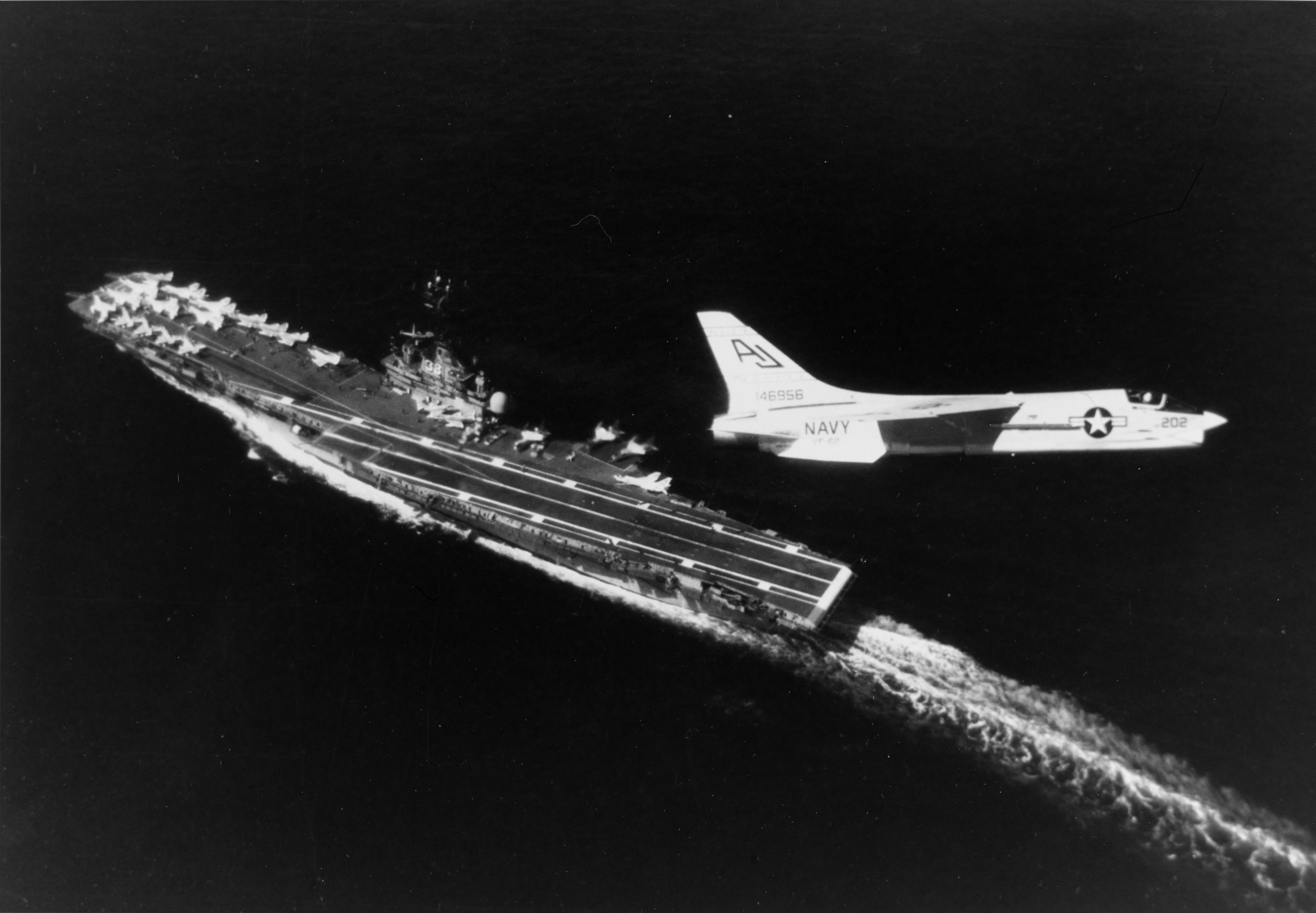
Eine Crusader 1968 über der Shangri-La

Bei der Einsatzfahrt 1966/67 gehörte die Staffel VSF-1 mit Douglas A-4B Skyhawk zum Geschwader, eine Staffel, die eigentlich als Jagdstaffel zur Selbstverteidigung der U-Jagd-Träger (CVS) der Essex-Klasse aufgestellt worden war. Wie alle Trägergeschwader war CVG-8 am 20. Dezember 1963 in Carrier Air Wing Eight (CVW-8) umbenannt worden.

### Vietnam
Obwohl Shangri-La aus Budget-Gründen inzwischen als U-Jagd-Träger CVS-38 klassifiziert worden war, blieb CVW-8 auch bei seiner letzten Einsatzfahrt von März bis Dezember 1970 an Bord, die nach Vietnam führte. 1971 wechselte das Geschwader auf die America. Durch den Wechsel von der relativ kleinen Shangri-La (36.000 ts) zur wesentlich größeren America (83.000 ts), wurden alle Staffeln des Geschwaders ausgetauscht und mit leistungsfähigeren Flugzeugtypen ausgerüstet, vor allem F-4J Phantom, A-7E Corsair, A-6E Intruder und E-2B Hawkeye. So ausgerüstet machte CVW-8 von Juni 1972 bis März 1973 eine weitere Einsatzfahrt vor Vietnam. In diesen beiden Jahren war die Staffel VMFA-333 des US Marine Corps Teil des Geschwaders.

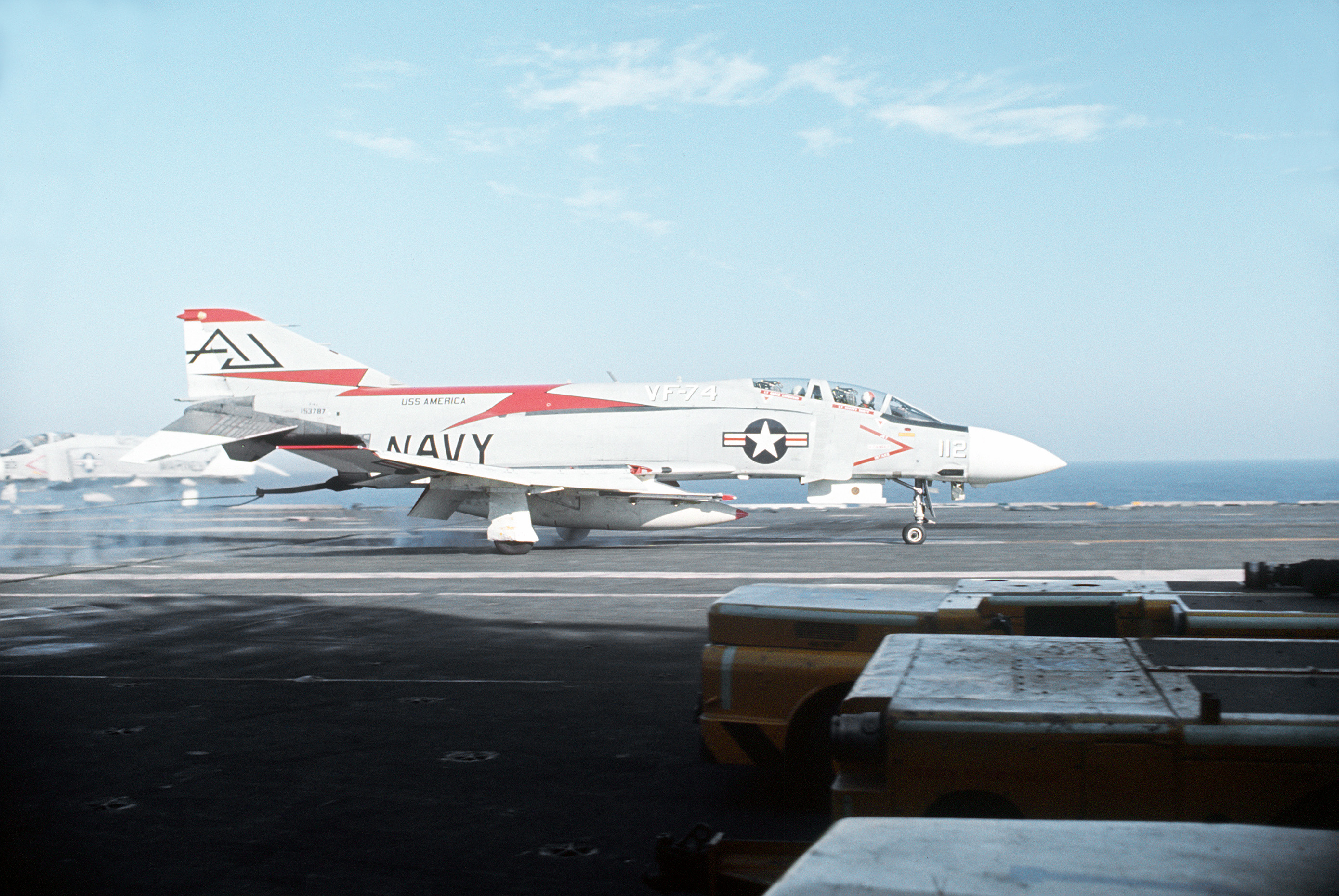
Eine F-4J der Staffel VF-74 während des Vietnam-Einsatzes 1972/73

CVW-8 blieb noch für ein weiteres Jahr auf der America, 1975 wurde es jedoch auf den gerade in Dienst gestellten atomgetriebenen Flugzeugträger Nimitz verlegt. VMFA-333 war 1975 bis 1977 wieder Teil des Geschwaders, bis die Jagdstaffeln VF-41 und VF-84 mit Grumman F-14 Tomcat die McDonnell F-4 Phantom ersetzten.
In dieser Konfiguration wurde CVW-8 'bekannt', als 1979 der Film Der letzte Countdown u. a. mit Kirk Douglas auf der Nimitz gedreht wurde. Obwohl alle Flugzeugtypen des Geschwaders im Film vorkamen, stachen vor allem die F-14A der Jagdstaffel VF-84 "Jolly Rogers" hervor, mit schwarzen Heckleitwerken und großem, weißem Totenkopf. Im Film durften sie sich einen Luftkampf mit japanischen Mitsubishi A6M Zero liefern.

### Iran und Libyen
Bis 1987 blieb CVW-8 an Bord der Nimitz. 1980 war das Geschwader 140 Tage während der Geiselnahme von Teheran im Einsatz, so auch bei der Operation Eagle Claw, der missglückten Befreiungsaktion im April 1980. Die Flugzeuge des CVW-8 wurden für diese Operation extra mit schwarz-rot-schwarzen Erkennungsstreifen am rechten Flügel versehen. 1982 operierte die Nimitz in der Großen Syrte. Libyens Staatschef Muammar al-Gaddafi hatte diese zu libyschen Hoheitsgewässern erklärt. Am 18. August 1981 kam es zu einer Konfrontation zwischen zwei F-14 Tomcat und libyschen Flugzeugen, ohne dass jedoch Schüsse abgefeuert wurden. Am folgenden Tag griffen jedoch zwei libysche Suchoi Su-22 zwei F-14 der Jagdstaffel VF-41 Black Aces an, wobei die Tomcats die Su-22 abschossen, ohne selbst getroffen zu werden.

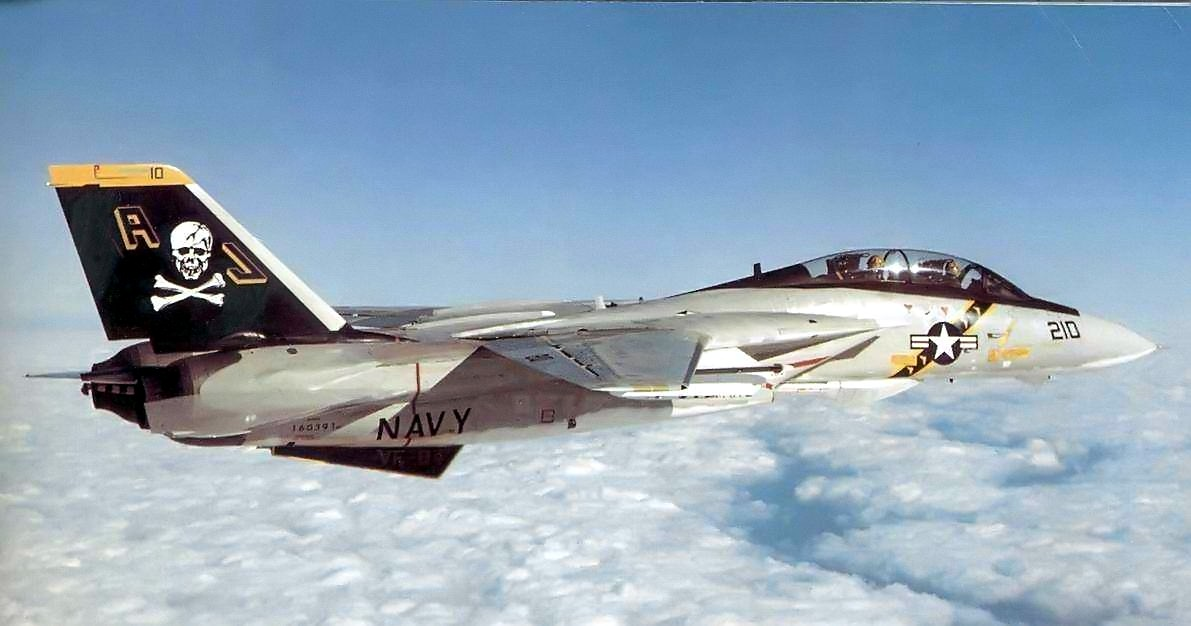
Eine F-14A der Staffel VF-84 "Jolly Rogers"

Seit 1988 ist CVW-8 im Wesentlichen auf der Theodore Roosevelt eingesetzt. Es erfolgten jedoch auch Einsatzfahrten auf anderen Flugzeugträgern, so Anfang 1990 auf Abraham Lincoln, 1996 auf John C. Stennis, 1997 auf John F. Kennedy und 2001 auf Enterprise. Von diesen Trägern aus wurde das Geschwader immer wieder bei den Operationen Enduring Freedom in Afghanistan und Iraqi Freedom im Irak eingesetzt. Die Einsatzfahrt vom September 2005 bis zum März 2006 war der letzte Einsatz für die Grumman F-14. Die Jagdstaffeln VF-31 und VF-213 flogen hierbei das letzte Modell F-14D. Am 18. April 2009 kehrte die Theodore Roosevelt von der letzten Einsatzfahrt mit CVW-8 zurück.
Seit 2010 wird CVW-8 auf der George H. W. Bush eingesetzt.

## Zusammensetzung heute
Seit 1945 gibt es bei der U.S. Navy ein festes System zur Identifizierung von Geschwadern oder Staffeln (Visual Identification System for Naval Aircraft). Anfänglich bestand dies aus geometrischen Mustern auf dem Heckleitwerk. Da diese jedoch schwer zu merken oder zu beschreiben waren, wurden schon im Juni 1945 Buchstaben eingeführt, um die Geschwader zu unterscheiden. CVG-8 wurde der Buchstabe "E" zugewiesen. 1957 wurden die einzelnen Buchstaben durch doppelte ersetzt. Im Allgemeinen haben die Geschwader der Atlantikflotte als ersten Buchstaben ein "A", die der Pazifikflotte ein "N". Das Carrier Air Wing 8 trägt die Leitwerkskennung (Tailcode) AJ.
Die einzelnen Staffeln des Geschwaders werden in 100ter-Schritten durchnummeriert. Jede Staffel besitzt ein sogenanntes CAG Bird, das offiziell dem Geschwaderkommandeur (Commander, Air Group (CAG)) zugeordnet ist, jedoch in der Regel nicht von diesem geflogen wird. Die CAG Birds eines Carrier Air Wings erkennt man an den auf "00" endenden taktischen Nummern, die auch als „Modex“ bezeichnet werden.
Dem Carrier Air Wing 8 (CVW-8) gehören aktuell (August 2017, CVN-77 USS George H.W. Bush) folgende Staffeln an:

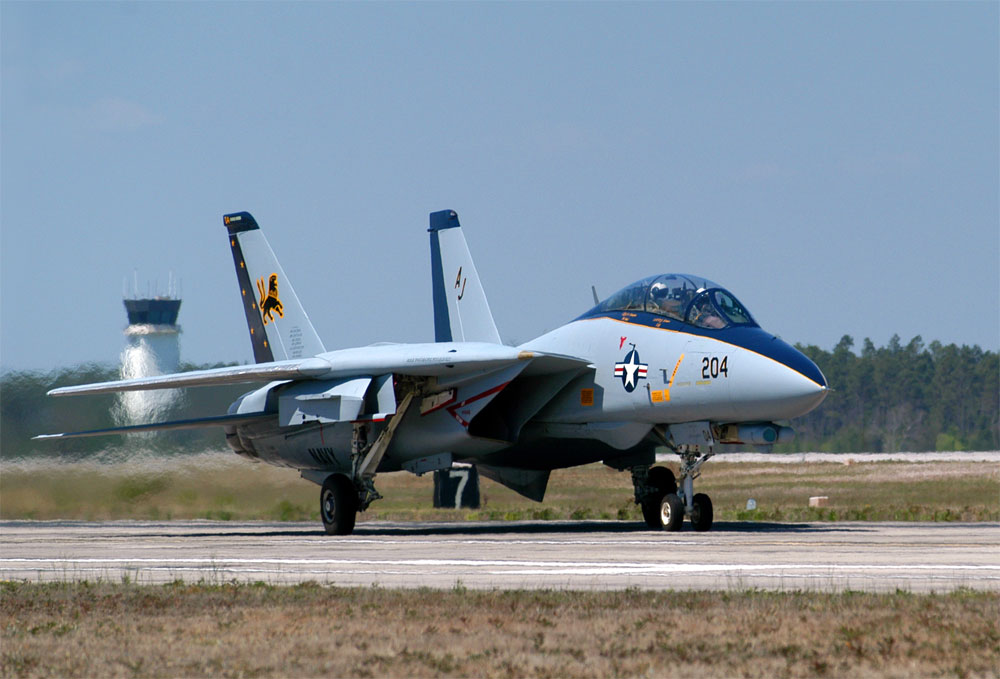
Die letzte F-14, die einen Einsatz flog: AJ-204 der VF-213, CVW-8

| taktische Nummer | Staffel       | Flugzeugtyp                            | Spitzname       | Radio Callsign  |
| ---------------- | ------------- | -------------------------------------- | --------------- | --------------- |
| ab 100           | VFA-31        | Boeing F/A-18E Super Hornet            | Tomcatters      | Felix/Rhino     |
| ab 200           | VFA-213       | Boeing F/A-18F Super Hornet            | Black Lions     | Black Lion      |
| ab 300           | VFA-87        | McDonnell Douglas F/A-18E Super Hornet | Golden Warriors | Party/War Party |
| ab 400           | VFA-37        | McDonnell Douglas F/A-18C Hornet       | Bulls           |                 |
| ab 500           | VAQ-131       | Boeing EA-18G Growler                  | Lancers         |                 |
| ab 600           | VAW-124       | Grumman E-2C Hawkeye                   | Bear Aces       | Bear            |
| ab 610           | HSC-9         | Sikorsky MH-60S Seahawk                | Tridents        | Trident         |
| ab 700           | HSM-70        | Sikorsky MH-60R Seahawk                | Spartans        | Spartan         |
| 45, 46           | VRC-40 Det. 1 | Grumman C-2A Greyhound                 | Rawhides        | Rawhide         |